# Tusen vackra bilder
Tusen vackra bilder, skriven av Mikael Wendt och Christer Lundh, är en upptempolåt som i inspelning av Lotta & Anders Engbergs orkester låg på Svensktoppen i 17 veckor under perioden 2 december 1990 -14 april 1991 .
Låten släpptes 1990 även som singel, med "Ett skratt förlänger livet", och blev en stor hitlåt, och kom på andra plats i den svenska veckotidningen Hänt i veckans Meloditävling 1990. Melodin låg på Lotta & Anders Engbergs orkesters studioalbum "Världens bästa servitris" 1991, och finns även på samlingen "Världens bästa Lotta" från 2006 av Lotta Engberg.
Stig Lorentz orkester & Diana spelade också in melodin, på albumet "Här och nu" 1991 . Samma år spelade även Spotlight in den. Även Mats Bergmans spelade in den samma år på sitt album Mats Bergmans .

## Låtlista
1. "Tusen vackra bilder"
2. "Ett skratt förlänger livet"